# Andreas Schulz (Ruderer)
Andreas Schulz (* 5. Oktober 1951 in Freital) ist ein ehemaliger Ruderer aus der DDR. 1974 wurde er Weltmeister im Vierer mit Steuermann.
Andreas Schulz war gelernter Schlosser. Er trainierte bei SC Einheit Dresden unter Hans Eckstein. 1974 gewann er zusammen mit Ullrich Dießner, Walter Dießner, Rüdiger Kunze und Steuermann Wolfgang Groß den Weltmeistertitel im Vierer mit Steuermann. 1975 gewann das Boot in gleicher Besetzung Weltmeisterschaftssilber hinter dem Vierer aus der Sowjetunion. Auch bei den Olympischen Spielen 1976 unterlagen der Dresdner Vierer mit dem Boot aus der Sowjetunion, allerdings war nun Johannes Thomas Steuermann für Wolfgang Groß. 
Andreas Schulz wurde 1974 und 1976 mit dem Vaterländischen Verdienstorden in Bronze ausgezeichnet.